# Cabezo de Torres
Cabezo de Torres es una pedanía perteneciente al municipio de Murcia, en España. Con 13.645 habitantes (INE, 2022), se trata de la cuarta pedanía con mayor población de cuantas lo conforman (tras El Palmar, Puente Tocinos y San Benito).
Cabezo de Torres se sitúa al norte del término municipal, a unos 7,5 km de Murcia capital. Cuenta con una superficie aproximada de 14,375 km², a una altitud media de 50 m s. n. m.

## Geografía
Limita al norte con el término municipal de Molina de Segura y la pedanía de El Esparragal; al este nuevamente con El Esparragal y con la también pedanía de Monteagudo; al oeste con la pedanía de Churra; y, al sur, con las pedanías de Zarandona y Santiago y Zaraiche.

## Etimología
El nombre de Cabezo de Torres proviene de cabezo: 'montículo de tierra poco elevado', y del apellido de D. Juan Torres, progenitor de quienes fueron Marqueses de la Corona y que heredaron trece tahúllas en el pago de Alfandarí. Mientras que Cabezo de Torres es su nombre oficial y el único usado actualmente, aunque según algunos autores, quizá el primer nombre que recibiera fuese cabezo de Churra ("cabezo é churra" según antiguas fuentes en panocho) ya que Churra se refería a una comarca compuesta de varios núcleos.Algunos autores se refieren al núcleo poblacional coronado por la antigua casona "Torrelucas" como origen de los asentamientos. Ha pasado por llamarse Churra la Nueva porque pasaba cerca de una acequia así llamada para diferenciarla de la de churra la vieja, todo este paraje también fue conocido por cabezo de los Frailes a principios del siglo XVII. Y Cabezo de la Santa es casi con toda seguridad debido al milagro de la virgen, demostrado por el obispo de la época tras el proceso llevado a cabo por él.

## Economía
Aunque inicialmente la población era eminentemente rural, la terciarización de la economía y el abandono de la huerta tradicional han convertido a Cabezo de Torres en una ciudad dormitorio, debido a su cercanía con la capital, superando los 10000 habitantes. 
Existen varios polígonos industriales donde predomina la industria agroalimentaria, especialmente procesado y envasado de especias entre las que destaca el pimentón, así como una factoría de aceites y vinagres. De hecho, Cabezo de Torres tiene uno de los pocos molinos de pimentón que continúa en pie en la Región de Murcia,conocido como Molino Armero.

## Cultura y Deporte.
En música destacan: la Agrupación Musical Juvenil de Cabezo de Torres (la cual cuenta con más de 100 músicos de los mejores de la Región de Murcia) una prestigiosa banda conocida a nivel nacional con un gran currículo y palmarés, la Coral de la Agrupación (compuesta por una plantilla de 35 vocalistas de gran voz) y el "Coro Orlando di Lasso", en teatro con "La Compañía de Teatro Estable «Jilguero Loco»", hay dos asociaciones culturales típicas huertanas: "Peña La Picaza" y "Peña El Cántaro" que mantienen vivas las antiguas tradiciones, conservando y promoviendo la música típica huertana. 
Además hay multitud de otras asociaciones:
- Asociación de vecinos Ntra. Sra de las Lágrimas
- Asociación de vecinos de Cabezo de Torres
- Peña Huertana La Picaza
- Peña Huertana El Cántaro
- Centro de mayores
- Centro juvenil Magone
- Asociación Española contra el Cáncer
- Chirigota de Cabezo de Torres
- Cáritas
- Club de voleibol Cabezo de Torres
- Club de senderismo Cabezo de torres
- Futsal Atlético Murcia de Cabezo de Torres
- Peña Ciclista Jesús Montoya
- Supercomisión de Carnaval
- Comisión de fiestas
- Asociación Cruces de Mayo
- Antiguos Alumnos Salesianos
  - Teatro de AA.AA.
- Club de ajedrez
- Club Atlético Cabezo de Torres

Además, en la localidad existe un grupo scout llamado Grupo Scout Kiro, compuesto por más de cien chavales de edades comprendidas entre los 8 y los 20 años, cuya sede está en un local facilitado por el colegio salesiano Don Bosco. Este grupo realiza una gran labor educativa y social en el seno de esta pedanía.

### Agrupación Musical Juvenil de Cabezo de Torres (AMJCT)
Es una sociedad musical fundada en 1982, con sede en el Auditorio Municipal de Cabezo de Torres. Hasta 2000 estuvo dirigida por Juan Ramírez Colomer y desde entonces por Andrés Pérez Bernabé.
Su fama le viene dada por sus numerosos premios en certámenes a nivel nacional e internacional. Se ha ganado el logro de ser la banda más reconocida en toda la región de Murcia por sus primeros premios en certámenes regionales de Murcia y en nacionales de enorme tradición bandística y de enorme prestigio como son el Certamen Regional de Cartagena edición 2005, en el que obtuvo un Primer Premio, el Certamen Nacional de Cullera edición 2008, en el que obtuvo un honorífico Segundo Premio, y en el Nacional "Ciudad de Murcia" edición 2008, con un Primer Premio, todos ellos en la primera categoría. En este último, la AMJCT obtuvo también el accésit "Mejor banda de la Región de Murcia". En 2009, obtuvo el Primer Premio en la primera sección en el III Certamen Internacional de Bandas de Música "Ciudad de Torrevieja".
La Agrupación ha ido cosechando triunfos en la primera categoría de los certámenes desde su primer premio en esta en el Regional de Cartagena en 2005, hasta el Internacional "Ciudad de Torrevieja" en 2009, con un notable aumento de su nivel de calidad en este paso de los años. 
Su Presidente ha sido desde su fundación hasta 2008 Domingo Sandoval Sabater.
Desde hace unos pocos años se ha editado una página web dedicada a la agrupación musical donde se recoge gran cantidad de información sobre ella: próximas actuaciones, el currículo de la banda, la escuela de música, el coro de la agrupación, los premios conseguidos.

### Asociación Cultural Alfandarín
La Asociación Cultural Alfandarín cuya actividad principal se centra en las artes escénicas, nace en 2014 y está presidida por Miguel Gálvez. Cuenta con diferentes profesionales del mundo del arte y la cultura y desarrolla proyectos como la Recuperación y Conservación de la Tradición Escénica en Murcia, con el fin de investigar y recuperar para su conservación la historia y tradición teatral con carácter popular como las del ciclo de Navidad “Auto de Reyes Magos” etc.
Otro de los proyectos principales es la Escuela de Teatro Alfandarín, que supone para Cabezo de Torres otra propuesta cultural de carácter lúdico y formativo que ofrece una programación continua anual. Del mismo modo es un nexo integrador y permeable que une a los habitantes de Cabezo de Torres con su propia tradición escénica.
Las clases están divididas en grupos de edad; Juvenil (de 10 a 18 años) Adulto (de 18 en adelante) 
Alfandarín también puede desarrollarse en forma de talleres, exposiciones, conferencias, ponencias y edición de libros, documentales, etc. En este sentido y actualmente desarrolla un taller continuo de teatro en el centro de mayores de Cabezo de Torres y de forma puntual y una vez al año un curso de cine y taller, que incluye la grabación de un cortometraje. 
Por último tenemos Alfandarín Teatro, el grupo profesional dirigido por Miguel Ángel Cánovas que debutó en 2015 con Erase Una Vez, junto a la Banda Sinfónica de Cabezo de Torres y el Coro Alba Vox del Conservatorio de Cartagena.
Con el nombre de Alfandarín se conoce el reparto de tierras que realizó el rey Alfonso X el Sabio entre los caballeros catalanes y aragoneses que le acompañaron en la conquista de Murcia en los años 1269-1270 según se recoge en el “Libro de repartimiento de las tierras, echo a los pobladores de Murzia” que se encuentra en el Archivo Municipal.

### Asociación Cultural Athanius
La Asociación Cultural Athanius de Cabezo de Torres, fomenta y promociona la creación de actividades culturales y artísticas dirigidas a todos los sectores de población a través de la comunicación, favoreciendo la libre participación en el desarrollo y organización de las distintas actividades por parte de especialistas.
Athanius como Asociación de Cabezo de Torres, recoge todo el acervo cultural de la pedanía, participando en diversos programas financiados en parte por el Ayuntamiento de Murcia a través de la Junta Municipal de Cabezo de Torres. Principalmente destacan desde 2003 el proyecto "Creando Historia" sobre los Carnavales de Cabezo de Torres y el documental Nuestra Señora de Las Lágrimas.
Esta Asociación está presidida por el realizador y creativo Miguel Ángel Cánovas –autor de cortometrajes y documentales por lo que ha recibido diversos galardones- , licenciado en Arte Dramático por la  ESAD de Murcia y diplomado en Dirección Cinematográfica por el Centro de Estudios Cinematográficos de Cataluña y otras enseñanzas en distintos centros como la ECAM de Madrid o en La Escuela Internacional de Cine y Televisión de San Antonio de Los Baños en Cuba. Ha trabajado como director de comunicación, marketing y programación cultural, también ha sido director de campaña para partidos políticos. Ocasionalmente participa como docente y ponente en diversos centros e instituciones y combina la escritura de guion y la puesta en escena teatral con otras artes y movimientos junto a la gestión cultural y la producción.

## Festividades
Dentro del amplio calendario festivo de la población, destaca principalmente la celebración de su multidinario y colorido Carnaval, con más de 150 años de existencia y con pregoneros y personalidades invitadas a tal acto de gran repercusión y fama nacional. Es de destacar el concurso de chirigotas, el desfile infantil, el desfile de comparsas foráneas, el gran desfile del Domingo de Carnaval o la Quema de la máscara. Por su historia y arraigo, destacan diversas comparsas como el grupo de La Polla o Los Criticones. 
Otra de las citas importantes de la pedanía es su Semana Santa. Es de destacar la procesión del Viernes de Dolores, cuya procesión la componen las hermandades de Santa María Magdalena, Nuestro Padre Jesús Nazareno, San Juan Evangelista y Ntra Sra de las Lágrimas. Todas las imágenes que componen la procesión, salvo Ntro Padre Jesús, se deben al escultor y tallista murciano Antonio Carrión Valverde, que junto al retablo parroquial, constituye uno de los mejores conjuntos escultóricos realizados por este artista. El Domingo Ramos es otro de sus días grandes, con la procesión de la Cofradía de la Entrada de Jesús en Jerusalén o de La Borriquita. El titular de dicha cofradía se debe a la gubia del escultor Víctor García Villagordo y es de señalar la vestimenta hebrea que lucen los cofrades, así como las Palmas y ramas de Olivo que portan. El Jueves Santo sale a la calle la Cofradía del Stmo Cristo de la Agonía con la Procesión del Silencio. Procesión íntima y recogida, es de destacar su carácter austero y silencioso. Al paso de la procesión, entonan cantos diversas corales afincadas en el pueblo. La autoría del Cristo de la Agonía se debe al escultor de Espinardo Antonio García Mengual. Finalmente, el Viernes Santo tiene lugar el Vía Crucis por las calles del pueblo, que preside el venerado busto de la Virgen de las lágrimas. 
A primeros del mes de mayo destaca la celebración de Las Cruces de Mayo. Las diversas asociaciones y vecinos del pueblo, colocan multitud de cruces por las calles y plazas del pueblo, elaboradas a base de coloridas flores y frutos. Las dos peñas huertanas de la pedanía son las encargadas de animar la celebración con distintos cantos y bailes tradicionales. 
Fiestas Patronales. Fiestas dedicadas en honor a Ntra Sra de las Lágrimas. Es de destacar la celebración de diversos eventos deportivos como torneos de fútbol y maratones, actuaciones musicales como conciertos en el jardín de La Constitución, actos culturales como el desfile del Carrozas y muestras de folclore. El último día tiene lugar la procesión con la patrona y el castillo de fuegos artificiales. 
Fiestas de Navidad. Es de señalar el concierto de Navidad realizado en el centro municipal por la agrupación musical de Cabezo de Torres. La instalación del popular Belén en el interior de la parroquia, el mercadillo navideño con productos de artesanía en el Jardín de la Constitución, el reparto de Roscón y chocolate para todos los vecinos o la Cabalgata de Reyes Magos que parte desde el barrio de María Auxiliadora. 
Otras fiestas menores de Cabezo de Torres son la Fiesta de San Antón, con bendición de animales y reparto de rollicos. El festival de Teatro y Felicidad. La Fiesta de la virgen del Carmen en el mes de julio. La procesión del Corpus y las fiestas del Pilar o la Inmaculada Concepción. 

### Carnaval de Cabezo de Torres
Lo conforman aproximadamente 50 comparsas. Cuenta también con un certamen de chirigotas. 
El carnaval de Cabezo de Torres tiene 130 años de historia pero no siempre ha sido como se conoce hoy en día. El actual formato viene precedido de otros estilos y formas de disfrutar el carnaval, que se han desarrollado desde 1960 hasta la actualidad.
En los años 60 existían tres clases de carnaval en Cabezo de Torres: el carnaval de las mujeres, el de los hombres y el de los que iban por libre.
En esa época no existían los desfiles, sino que la gente se vestía y salía con su disfraz a la calle a escondidas, porque el carnaval en aquellos momentos estaba prohibido por la ley.
En primer lugar el carnaval de las mujeres consistía en disfrazarse con cualquier prenda, de manera que no las reconocieran y se dedicaban a gastar bromas a la gente que pasaba por la calle, para ello utilizaban polvos de talco y agua mezclados con los que manchaban la cabellera y la ropa del que se cruzaba con ellos, al grito de: ¡no me conoces! Este transcurría por la calle Mayor, calle del Carmen y calle General Torres, por supuesto siempre escondiéndose de la Guardia Civil, que aplicaba la ley vigente, aunque levantaba bastante la mano.
Por otro lado está el de los hombres, que transcurría entre el cruce de la calle Locomotora y la calle General Torres, en dicho cruce había hombres disfrazados con sábanas o similares con cámaras de bicicletas en las manos, con los que golpeaban a la gente que iba a verlos y que sabían en qué consistía el desfile, por lo que los hombres iban predispuestos a recibir una paliza para demostrar su virilidad. Éste carnaval tenía mucho éxito, el que más golpes aguantaba era el más hombre.
El tercer grupo eran aquellos que iban por libre, solía ser gente más artista que diseñaba sus trajes al estilo del carnaval de Tenerife con paquetes de tabaco,  chapas de coca-cola,  ratones vivos, en resumen era bastante espectacular, aunque no era un grupo numeroso.
Estos tres tipos de carnaval existieron hasta el año 1972 tras el que surgió el primer grupo de carnaval moderno, que fue creado por los miembros de una comisión de fiestas saliendo ese año disfrazados de hippies, estaba compuesto aproximadamente por once componentes. Al año siguiente se sumó otra comisión de fiestas ya con una banda de música y así sucesivamente una comisión de fiestas tras otra, cada una con su banda de música y algunos grupos sueltos que se fueron incorporando al carnaval, formando nuevas comparsas. En esta época llegaron a venir al carnaval de Cabezo de Torres bandas de música famosas como: los Claveles, el Empastre, etc.
También se produjo la llegada de grupos compuestos por gente joven, de los cuales algunos aún desfilan, se trataba de jóvenes que no llevaba ni banda de música y se aprovechaban de la música de los demás. Las comparsas jóvenes no podían pagar las bandas de música pero encontraron una solución más económica,  los equipos de música, llegando a ser en la actualidad un elemento que caracteriza a estos carnavales.
Al principio, el carnaval solo se celebraba los lunes y los martes antes del miércoles de ceniza, si bien este último suponía el día más grande, cuando se lucían los trajes. Con posterioridad, los desfiles de carnaval se ampliaron al domingo, e incluso más aún: el martes de carnaval de 1988 no se pudo realizar el desfile debido a la lluvia, razón por la que todos los grupos acordaron salir sábado. Ese cambio gustó tanto que se estableció como día de carnaval para siempre.
El Carnaval Infantil Se realiza el viernes anterior al primer día de carnaval, por todas las calles del pueblo. Este carnaval infantil se caracteriza por la participación de todos los colegios.

### Peña La Picaza
Está formada por tres grupos de baile, "Infantil, Juvenil y Titular", y por un cuerpo de coro y rondalla. 
Aparte de deleitarnos con jotas, malagueñas, parrandas, etc, también con villancicos en Navidad.
Con mucho trabajo y esfuerzo montan barracas en las fiestas de primavera y en su semana cultural en septiembre en su pueblo "Cabezo de Torres". Gracias a cada miembro la peña huertana sigue funcionando durante tanto años, es un trabajo de todos en el que todos son fundamentales para que siga muchos años más.

## Educación
Hay cinco colegios, un centro de Formación Profesional y un instituto: C.P. "Nuestra Señora de las Lágrimas", C.P. "José Rubo Gomaríz" y C.P. "María Auxiliadora" de educación primaria; "Antonio de Nebrija" colegio concertado desde Educación Infantil hasta Bachillerato; y  "Colegio Salesiano «Don Bosco»" desde educación infantil hasta bachillerato.
En el Centro de Formación Profesional "Cabezo fp", de enseñanza oficial concertada, se imparte Ciclos Formativos de Grado Medio: Cuidados Auxiliares de Enfermería, Gestión Administrativa y Electromecánica de Vehículos Automóviles y Formación Profesional Básica con el ciclo "Mantenimiento de Vehículos". Además desde el curso 2018/2019 se amplia la oferta educativa con Ciclos Formativos de Grado Superior: Marketing y Publicidad (enseñanza concertada), Higiene Bucodental (enseñanza privada) y Automoción (enseñanza privada)
En el instituto "Rector D.Francisco Sabater García" se imparten clases de secundaria y bachillerato, ofertando los bachilleratos de:
* Ciencias de la Naturaleza y la Salud
* Tecnológico
* Humanidades y Ciencias Sociales

## Patrona

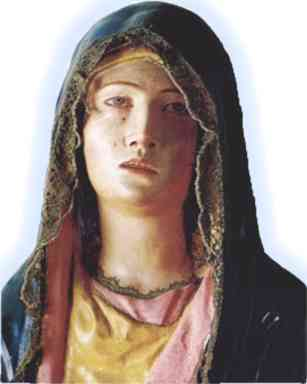
Virgen de las Lágrimas.

La santa patrona de Cabezo de Torres es la Virgen de las Lágrimas, nombre dado a un busto de la Virgen que según se cuenta:
Lloró en casa de un huertano de Cabezo de torres, el 8 de agosto de 1706, y tras la visita del obispo de Cartagena, Luis Belluga, procedió a comprobar que aquello era cierto ante un notario y el fiscal del obispado. Al final, en la Pastoral se concluye: "... declaramos por milagrosas dichas lágrimas, y sudor, y digna de veneración oración y culto la Sagrada Reliquia de los Manteles, donde corrió el sudor y las lágrimas".
La imagen ha estado en la catedral de Murcia durante 288 años, hasta el 16 de octubre de 1994 que fue llevada de nuevo a la parroquia, que se construyera en el lugar de la ermita que había antiguamente.
El año 2006-2007 se ha hecho un año mariano ya que hace 300 años que derramó sus lágrimas la patrona de cabezo de torres y en la procesión de septiembre se sacó el verdadero busto que lloró en compañía de la imagen más grande de esta misma virgen y se la llevó a la casa en la que lloró, y allí se le cantó una saeta y unos metros más adelante se le concedió a la señora que compró el busto de la virgen de las lágrimas una medalla como obsequio por lo que hizo por nuestra patrona.

## Instalaciones
Cabezo de Torres dispone de diversas instalaciones de uso público:
1. Biblioteca Municipal
2. Centro de la tercera edad
3. Centro de la mujer
4. Centro de salud
5. Plaza de abastos
6. Auditorio
7. Campo de fútbol y Pabellón de deportes
8. Polígono industrial
9. Centro de día
10. Polideportivo municipal
11. Centro Deportivo municipal "Cabezo de Torres", dotado de 2 piscinas (una de ellas infantil), zona pádel, zona fitness, zona spa, gimnasio, etc. (Aqualia).
12. IES Rector Fco. Sabater
13. Centro Multiusos de Cabezo de Torres, donde se ubica la Oficina Municipal, la Alcaldía de Cabezo de Torres y el Centro de la Mujer.

Gran cantidad de parques y zonas ajardinadas hacen más bello el pueblo, siendo el jardín más grande, el más céntrico denominado Jardín de la Constitución, con una pista de futbito.
El mercadillo semanal se pone todos los martes y hace poco tiempo que se trasladó de una calle céntrica y pequeña a una más amplia junto al jardín antes mencionado.
En años recientes Cabezo de Torres ha sido nombrado por los medios a causa de que las grandes rocas del monte (conocido como Cabezo de la Cruz por su gran cruz situada en lo más alto) han sido pintadas de azul celeste por Diego el profeta.